# 熊甜芳
熊甜芳（1964年10月—），女，阿昌族，中华人民共和国政治人物。现任德宏师范高等专科学校图书馆教师。第十四届全国政协委员。